# أون سبورت إف إم
أون سبورت إف إم (بالإنجليزية: ON Sport FM)‏ هي محطة إذاعية رياضية تم إطلاق بثها في يوم الجمعة الموافق 21 سبتمبر 2018 في تمام الساعة العاشرة مساءً، على تردد 93.7، بصوت الإذاعي مجدي كامل، والإعلامي سيف زاهر، لتكون أولى الإذاعات الخاصة والمتخصصة في الشأن الرياضي، وهي تحتوي على نخبة من كبار محللي ومقدمي البرامج الرياضية.

"93.7" كانت محطة إذاعية ترفيهية، تحمل اسم "DRN"، ولكن في عام 2018 ، قررت الإدارة تغيير سياستها التحريرية، وتحويلها إلى إذاعة رياضية متخصصة، فقد كانت هناك اجتماعات مكثفة وورش عمل، بشأن الانطلاق في الشكل الجديد، بالتزامن مع احتفالات قناة «أون سبورت» بعامها الثاني.
احتفل أحمد شوبير، عبر قناة «أون سبورت»، بانطلاق المحطة الإذاعية الجديدة، ورصد اللحظات الأولى من الانطلاق، بصور حية من داخل استديو «أون سبورت إف إم»، على الهواء مباشرة، حيث تواصل مع مجدي كامل، وسيف زاهر، وعثمان أباظة ومحمد المحمودي، وتناقش معهم عن الإطار الرئيسي للمحطة، بجانب استضافة بعض العاملين فيها داخل الاستوديو.

## البرامج
أعدت إدارة المحطة، خريطة برامجية جديدة، تتناسب مع طبيعة الإذاعة، وتُلبي اهتمامات الجمهور، لا سيما مُتابعي الرياضة